# Valencia Basket Club 2014-2015
Questa voce raccoglie le informazioni riguardanti il Valencia Basket Club nelle competizioni ufficiali della stagione 2014-2015.

## Stagione
La stagione 2014-2015 del Valencia Basket Club è la 26ª nel massimo campionato spagnolo di pallacanestro, la Liga ACB.

## Roster
Aggiornato al 22 ottobre 2022.
| Valencia Basket Club 2014-15 | Valencia Basket Club 2014-15 |
| Giocatori                    | Staff tecnico                |
| ---------------------------- | ---------------------------- |

| N. | Naz.                          | Ruolo | Nome                | Anno | Alt.   | Peso   |  |
| -- | ----------------------------- | ----- | ------------------- | ---- | ------ | ------ |  |
| 5  | Spagna (bandiera)             | G     | Pau Ribas           | 1987 | 194 cm | 95 kg  |  |
| 8  | Serbia (bandiera)             | G     | Nemanja Nedović     | 1991 | 191 cm | 85 kg  |  |
| 9  | Belgio (bandiera)             | P     | Sam Van Rossom      | 1986 | 193 cm | 88 kg  |  |
| 10 | Rep. Centrafricana (bandiera) | GA    | Romain Sato         | 1981 | 195 cm | 100 kg |  |
| 12 | Ucraina (bandiera)            | C     | Serhij Liščuk       | 1982 | 210 cm | 110 kg |  |
| 13 | Serbia (bandiera)             | A     | Vladimir Lučić      | 1989 | 204 cm | 95 kg  |  |
| 14 | Montenegro (bandiera)         | C     | Bojan Dubljević     | 1991 | 205 cm | 105 kg |  |
| 16 | Spagna (bandiera)             | P     | Guillem Vives       | 1993 | 192 cm | 83 kg  |  |
| 17 | Spagna (bandiera)             | G     | Rafael Martínez (C) | 1982 | 190 cm | 90 kg  |  |
| 23 | Stati Uniti (bandiera)        | P     | Dwight Buycks       | 1989 | 191 cm | 86 kg  |  |
| 25 | Croazia (bandiera)            | C     | Krešimir Lončar     | 1983 | 208 cm | 117 kg |  |
| 34 | Spagna (bandiera)             | AG    | Pablo Aguilar       | 1989 | 205 cm | 107 kg |  |
| 44 | Stati Uniti (bandiera)        | AG    | Luke Harangody      | 1988 | 203 cm | 110 kg |  |
| 50 | Spagna (bandiera)             | P     | Pablo Pérez         | 1997 | 185 cm | 80 kg  |  |
| 51 | Spagna (bandiera)             | A     | David Guardia       | 1990 | 200 cm |        |  |
| -  | Spagna (bandiera)             | G     | Adrià Duch          | 1995 | 184 cm |        |  |

| Allenatore |
| - Velimir Perasović (fino al 23 gennaio) - Carles Durán (dal 23 gennaio)                                                  |
| Assistente/i |
| - Carles Durán (fino al 23 gennaio) - Chechu Mulero - Juan José Rojo Legenda - (C) Capitano - (IN) Inattivo - Infortunato |

## Mercato

### Sessione estiva
| Acquisti | Acquisti        | Acquisti          | Acquisti   | Acquisti |
| R.       | Nome            | da                | Modalità   |          |
| -------- | --------------- | ----------------- | ---------- | -------- |
| C        | Krešimir Lončar | Chimki            | definitivo |          |
| P        | Guillem Vives   | Joventut Badalona | definitivo |          |
| P        | Dwight Buycks   | Toronto Raptors   | definitivo |          |
| AG       | Luke Harangody  | UNICS Kazan'      | definitivo |          |

| Cessioni | Cessioni           | Cessioni       | Cessioni       | Cessioni |
| R.       | Nome               | a              | Modalità       |          |
| -------- | ------------------ | -------------- | -------------- | -------- |
| P        | Oliver Lafayette   | Olympiakos     | fine contratto |          |
| AG       | Justin Doellman    | Barcellona     | fine contratto |          |
| C        | Juanjo Triguero    | Obradoiro      | fine contratto |          |
| C        | Kšyštof Lavrinovič | Pall. Reggiana | fine contratto |          |
| AP       | Larry Abia         | Coruña         | fine contratto |          |

### Dopo l'inizio della stagione
| Acquisti | Acquisti        | Acquisti      | Acquisti         | Acquisti   |
| R.       | Nome            | da            | Data             | Modalità   |
| -------- | --------------- | ------------- | ---------------- | ---------- |
| G        | Nemanja Nedović | G.S. Warriors | 14 novembre 2014 | definitivo |

| Cessioni | Cessioni      | Cessioni   | Cessioni        | Cessioni    |
| R.       | Nome          | a          | Data            | Modalità    |
| -------- | ------------- | ---------- | --------------- | ----------- |
| P        | Dwight Buycks | Free agent | 7 novembre 2014 | rescissione |